# Christian Thorsen
Christian Frederick Thorsen Silva (Lima, 19 de junio de 1964) es un actor y exmodelo peruano de ascendencia danesa. Es conocido por su papel de Raúl del Prado, Platanazo, en la serie televisiva Al fondo hay sitio.

## Biografía
Thorsen estudio en el Colegio Franco-Peruano, de Surco. 
Thorsen empezó como modelo del programa Gisela en América (1993), conducido por Gisela Valcárcel.
En agosto de 1994, ingresó a ATV y condujo el programa nocturno Sin vergüenza, junto con Tatiana Astengo, que duró hasta junio de 1995.
En agosto de 1995, ingresó a Frecuencia Latina, donde condujo el programa de mediodía A mi manera, que duró hasta mayo de 1996.
En 1996, protagonizó la telenovela Nino, junto con Mónica Sánchez.
En abril de 1997, ingresó a las filas de Panamericana Televisión, donde condujo el programa concurso de mediodía Gana con ganas, junto con July Pinedo, que duró hasta el mismo año.
Sus siguientes trabajos fueron las telenovelas Todo se compra, todo se vende en 1997 y Amor serrano en 1998.
En noviembre de 1999, ingresó a las filas de Televisión Nacional del Perú, donde condujo el programa La mochila de Christian, que duró hasta diciembre de 2000.
En 2009, Thorsen ingresó a la serie de televisión Al fondo hay sitio, de América Televisión, como Raúl del Prado.
A inicios de 2010, protagonizó la miniserie Broders, junto con Carlos Alcántara y Pablo Saldarriaga.
En 2010, también dirigió el Centro Cultural Rímac en Asia.
En 2023, confirmó que fue diagnosticado con cáncer de próstata. Esta recibiendo un tratamiento a base de muérdago, lo que ha hecho que no avance la enfermedad.

## Filmografía

### Televisión
- Gisela en América (1993-1994), modelo
- Sin vergüenza (1994-1995), presentador
- A mi manera (1995-1996), presentador
- Nino (1996), como Nino
- Gana con ganas (1997), presentador.
- Todo se compra, todo se vende (1997), como Harry Stewart
- La rica Vicky (1998), como Harry Kaplan
- Amor serrano (1998), como Eliseo
- Patacláun (1998), como invitado del presentador del programa concurso de inventos Garabato
- La mochila de Christian (1999-2000), presentador
- Estrellita (2000), como Ignacio Ardilas
- Mil oficios (2001-2002), como Mauricio Rivera
- Habla barrio (2003), como Peter Gómez
- Luciana y Nicolás (2003), como Dr. Adrián Noriega
- Besos robados (2004), como Sandro Rossi
- Teatro desde el teatro (2004-2008), varios roles
- Por la Sarita (2007), como Franco Olivares
- Así es la vida (2008), como Gurgen
- Broders (2010) como Colorado Duarte
- Al fondo hay sitio (2009-2015), como Raúl del Prado, el Platanazo
- El gran chef famosos (2024), participante de la novena temporada

### Cine
- La herencia (2015), como Juan José
- Amigos en apuros (2018), como Fico

## Teatro
- El jardín secreto (2007, Dir. Juan Carlos Fisher), como Dr. Nevile Craven;
- Más cerca (2007 y 2008, Dir. Roberto Ángeles), como Larry;
- El retrato de Dorian Gray (2008, Dir. Roberto Ángeles), como Lord Henry Wotton;
- Una gran comedia romana (2008 y 2009, Dir. Juan Carlos Fisher);
- Hamlet (2016, Dir. Roberto Ángeles), como rey Hamlet;
- Mamma Mia! (2017, Dir. Juan Carlos Fisher), como Bill Austin.